# Роберт Ковінгтон
Роберт Ковінгтон (англ. Robert Covington, нар. 14 грудня 1990, Беллвуд) — американський професіональний баскетболіст, легкий форвард і важкий форвард команди НБА «Лос-Анджелес Кліпперс».

## Ігрова кар'єра
Починав грати у баскетбол у команді старшої школи Провізо Вест (Гіллсайд). На університетському рівні грав за команду Теннессі Тайгерс (2009–2013). 
Професійну кар'єру розпочав 2013 року виступами за тих же «Х'юстон Рокетс», захищав кольори команди з Х'юстона протягом одного сезону.
З 2013 по 2014 рік грав у складі  команди Ліги розвитку НБА «Ріо-Гранде Воллей Вайперс».
2014 року перейшов до «Філадельфія Севенті-Сіксерс», у складі якої провів наступні 4 сезони своєї кар'єри.
Наступною командою в кар'єрі гравця була «Міннесота Тімбервулвз», за яку він відіграв 2 сезони.
2020 року перейшов до «Портленд Трейл-Блейзерс», у складі якої провів наступні 2 сезони своєї кар'єри.
2022 року став гравцем «Лос-Анджелес Кліпперс», команди, кольори якої захищає й досі.

## Статистика виступів

### Регулярний сезон
| Сезон             | Команда                       | GP  | GS  | MPG  | FG%  | 3P%  | FT%  | RPG | APG | SPG | BPG | PPG  |
| ----------------- | ----------------------------- | --- | --- | ---- | ---- | ---- | ---- | --- | --- | --- | --- | ---- |
| 2013–14           | «Х'юстон Рокетс»              | 7   | 0   | 4.9  | .429 | .364 | —    | .7  | .0  | .3  | .0  | 2.3  |
| 2014–15           | «Філадельфія Севенті-Сіксерс» | 70  | 49  | 27.9 | .396 | .374 | .820 | 4.5 | 1.5 | 1.4 | .4  | 13.5 |
| 2015–16           | «Філадельфія Севенті-Сіксерс» | 67  | 49  | 28.4 | .385 | .353 | .791 | 6.3 | 1.4 | 1.6 | .6  | 12.8 |
| 2016–17           | «Філадельфія Севенті-Сіксерс» | 67  | 67  | 31.6 | .399 | .333 | .822 | 6.5 | 1.5 | 1.9 | 1.0 | 12.9 |
| 2017–18           | «Філадельфія Севенті-Сіксерс» | 80  | 80  | 31.7 | .413 | .369 | .853 | 5.4 | 2.0 | 1.7 | .9  | 12.6 |
| 2018–19           | «Філадельфія Севенті-Сіксерс» | 13  | 13  | 33.8 | .427 | .390 | .739 | 5.2 | 1.1 | 1.8 | 1.8 | 11.3 |
| 2018–19           | «Міннесота Тімбервулвз»       | 22  | 22  | 34.7 | .433 | .372 | .773 | 5.7 | 1.5 | 2.3 | 1.1 | 14.5 |
| 2019–20           | «Міннесота Тімбервулвз»       | 48  | 47  | 29.4 | .435 | .346 | .798 | 6.0 | 1.2 | 1.7 | .9  | 12.8 |
| 2019–20           | «Х'юстон Рокетс»              | 22  | 21  | 33.0 | .392 | .315 | .800 | 8.0 | 1.5 | 1.6 | 2.2 | 11.6 |
| 2020–21           | «Портленд Трейл-Блейзерс»     | 70  | 70  | 32.0 | .401 | .379 | .806 | 6.7 | 1.7 | 1.4 | 1.2 | 8.5  |
| 2021–22           | «Портленд Трейл-Блейзерс»     | 48  | 40  | 29.8 | .381 | .343 | .833 | 5.7 | 1.4 | 1.5 | 1.3 | 7.6  |
| 2021–22           | «Лос-Анджелес Кліпперс»       | 23  | 2   | 22.1 | .500 | .450 | .848 | 5.1 | 1.0 | 1.3 | 1.2 | 10.4 |
| Усього за кар'єру | Усього за кар'єру             | 537 | 460 | 29.9 | .406 | .360 | .813 | 5.8 | 1.5 | 1.6 | 1.0 | 11.6 |

### Плей-оф
| Сезон             | Команда                       | GP | GS | MPG  | FG%  | 3P%  | FT%  | RPG | APG | SPG | BPG | PPG  |
| ----------------- | ----------------------------- | -- | -- | ---- | ---- | ---- | ---- | --- | --- | --- | --- | ---- |
| 2017–2018         | «Філадельфія Севенті-Сіксерс» | 10 | 8  | 28.1 | .325 | .313 | .750 | 5.3 | 2.5 | 1.1 | .9  | 8.1  |
| 2019–2020         | «Х'юстон Рокетс»              | 12 | 12 | 31.6 | .495 | .500 | .857 | 5.0 | 1.3 | 2.5 | 1.1 | 11.2 |
| 2020–2021         | «Портленд Трейл-Блейзерс»     | 6  | 6  | 38.0 | .500 | .500 | .900 | 7.8 | 1.2 | 1.5 | 1.1 | 9.3  |
| Усього за кар'єру | Усього за кар'єру             | 28 | 26 | 31.7 | .430 | .435 | .818 | 5.7 | 1.7 | 1.8 | 1.0 | 9.7  |

## Особисте життя
Ковінгтон - син Денніса і Терези Брайант. Перебуває у стосунках з моделлю Амірою Дайм.